# Brendan Ranford
Brendan Ranford (* 3. Mai 1992 in Lahr/Schwarzwald, Deutschland) ist ein kanadischer Eishockeyspieler, der seit Februar 2025 bei Vlci Žilina aus der slowakischen Extraliga unter Vertrag steht und dort auf der Position des linken Flügelstürmers spielt. Zuvor verbrachte Ranford unter anderem drei Spielzeiten bei den Eisbären Berlin, Bietigheim Steelers und Löwen Frankfurt in der Deutschen Eishockey Liga (DEL). Sein Onkel Bill Ranford war ebenfalls professioneller Eishockeyspieler und als Eishockeytorwart in der National Hockey League (NHL) aktiv.

## Karriere
Ranford wuchs in der kanadischen Metropole Edmonton in der Provinz Alberta auf, wurde allerdings in Lahr im Schwarzwald geboren, während sein Vater als Soldat in Deutschland stationiert war. Im Jahr 2006 war Ranford bei den CAC Canadians Bantam AAA in der Alberta Major Bantam Hockey League (AMBHL), einer Liga für Spieler unter 15 Jahren im Zuständigkeitsbereich von Hockey Canada und Hockey Alberta, aktiv. In der folgenden Saison lief er für die CAC Edmonton Canadians Midget AAA auf, die in der Alberta Midget Hockey League  (AMHL) antraten. Anschließend wurde er im Bantam Draft 2007 der Western Hockey League als 15. Spieler von den Kamloops Blazers ausgewählt. Für diese Mannschaft trat er in sechs Spielzeiten (von 2007/08 bis 2012/13) in der WHL insgesamt 348-mal in der regulären Spielzeit an und erzielte dabei 137 Tore und 220 Vorlagen. Aufgrund dieser Erfolge wurde er in der Saison 2010/11 in das West Second All-Star Team berufen. Nach seiner Juniorenkarriere wurde Ranford im NHL Entry Draft 2010 in der siebten Runde von den Philadelphia Flyers ausgewählt.
Ranford konnte am 24. Mai 2013 einen Try-Out-Kontrakt mit den Texas Stars unterzeichnen, weil er und die Philadelphia Flyers sich nicht auf einen Vertrag einigten. Er wurde für ein Jahr für die Texas Stars verpflichtet, für die er in der Saison 2013/14 sein Debüt in der American Hockey League gab. In seinem Rookiejahr erzielte der Angreifer in 65 Spielen insgesamt 33 Scorerpunkte und gab eine Vorlage in acht Playoff-Spielen bei acht erzielten Toren. In diesem Jahr erreichte er mit seiner Mannschaft den Calder Cup. Am 2. Juli 2014 wurde Ranford von den Dallas Stars als Free Agent zu einem dreijährigen Vertrag verpflichtet. Innerhalb der Saison 2016/17 wurde Ranford zusammen mit Branden Troock gegen Justin Peters und Justin Hache von den Arizona Coyotes ausgetauscht. Direkt danach wechselte er über die Tucson Roadrunners, bei welchen er zehn Spiele lang torlos agierte, innerhalb eines Monats zur NHL-Trade Deadline zu den San Antonio Rampage. Am 1. März 2017 wurde Ranford im Austausch für Joe Whitney zur Colorado Avalanche transferiert.
Am 28. Juni 2018 stimmte Brendan Ranford als Free Agent einem Einjahresvertrag mit den Eisbären Berlin aus der DEL zu. Obwohl er, nach einer für die Eisbären sehr schwachen Saisonhauptrunde mit Platz 9, zum Saisonende und in den Play-offs mit Austin Ortega und Louis-Marc Aubry eine erfolgreiche Angriffsreihe bildete, wurde sein Vertrag in Berlin nicht verlängert. Anschließend spielte er für den Mora IK und den HC Slovan Bratislava, ehe er im August 2021 nach Deutschland zurückkehrte und einen Vertrag bei den Bietigheim Steelers erhielt. Ein Jahr später wechselte er innerhalb der DEL zum Aufsteiger Löwen Frankfurt und verbrachte dort die Spielzeit 2022/23. Im Oktober 2023 kehrte er für eine Spielzeit zum HC Slovan Bratislava zurück, ehe er zwölf Monate später innerhalb des slowakischen Eishockey-Oberhauses zum MHk 32 Liptovský Mikuláš wechselte. Dort bestritt der Stürmer bis Mitte Februar lediglich 18 Partien, in denen er aber 19-mal punktete. Nachdem der Klub die Playoff-Qualifikation als Tabellenelfter verpasst hatte, wechselte Ranford für die Playoffs zum Ligakonkurrenten Vlci Žilina.

## Erfolge und Auszeichnungen
- 2011 WHL West Second All-Star Team
- 2014 Calder-Cup-Gewinn mit den Texas Stars
- 2016 Teilnahme am AHL All-Star Classic

### International
- 2009 Silbermedaille bei der World U-17 Hockey Challenge

## Karrierestatistik
Stand: Ende der Saison 2023/24

### International
Vertrat Kanada bei:
- World U-17 Hockey Challenge 2009

(Legende zur Spielerstatistik: Sp oder GP = absolvierte Spiele; T oder G = erzielte Tore; V oder A = erzielte Assists; Pkt oder Pts = erzielte Scorerpunkte; SM oder PIM = erhaltene Strafminuten; +/− = Plus/Minus-Bilanz; PP = erzielte Überzahltore; SH = erzielte Unterzahltore; GW = erzielte Siegtore; 1 Play-downs/Relegation; Kursiv: Statistik nicht vollständig)